# Partidul Liberal 1993
Die Partidul Liberal 1993 (dt.: Liberale Partei 1993) war eine politische Partei in Rumänien.
Diese betont wirtschaftsliberale Partei entstand im Jahr 1993 aus der PNL-AT („Junger Flügel“ der National-Liberalen Partei). Nach der Fusion mit der PNL-CD (1997) schloss sich die daraus hervorgehende PL (Partidul Liberal) wieder der PNL an, aus der sie ursprünglich hervorgegangen war.
Viele noch in der heutigen rumänischen Politik bedeutende Akteure waren in der PL ’93 aktiv.

## Bedeutende PL ’93-Politiker
- Călin Popescu-Tăriceanu (Premierminister Rumäniens von 2004 bis 2008)
- Dinu Patriciu (Wirtschaftspolitiker und Unternehmer)
- Ludovic Orban (2019 bis 2020 Ministerpräsident Rumäniens)
- Andrei Chiliman (Parlamentarier und Kommunalpolitiker)